# Jakob Wilhelm Reichert

Jakob Wilhelm Reichert

Jakob Wilhelm Reichert (* 13. März 1885 in Boxberg; † 17. Januar 1948 in Berlin) war ein deutscher Wirtschaftswissenschaftler, Verbandsfunktionär und Politiker (DNVP).

## Leben und Wirken
Jakob Wilhelm Reichert wurde als Sohn eines Posthalters geboren. Nach dem Besuch der Volksschule in Boxberg und von Gymnasien in Wertheim und Mannheim studierte Reichert Nationalökonomie an den Universitäten Heidelberg, München, Rostock, und Berlin. 1908 schloss er sein Studium in Heidelberg mit einer Doktorarbeit über Das Sparwesen der Stadt Mannheim ab. Von 1908 bis 1912 arbeitete er als wissenschaftlicher Hilfsarbeiter für die Handelskammer in Duisburg. Anschließend wurde er Syndikus im Dienst derselben Institution.
1912 wurde Reichert Hauptgeschäftsführer des Vereins Deutscher Eisen- und Stahlindustrieller in Berlin. Im Rahmen dieser Tätigkeit, die er bis zu dessen Gleichschaltung im Jahr 1935 ausüben sollte, fungierte er als Mittler zwischen der Schwerindustrie im Ruhrgebiet und Finanz- und Handelskreisen in Berlin. Publizistisch ergänzte Reichert seine Arbeit durch die Herausgabe der in Düsseldorf erscheinenden Zeitschrift ''Stahl und Eisen'': In dieser, und in anderen Organen, veröffentlichte er Aufsätze zu wirtschafts-, reparations-, verkehrs- und sozialpolitischen Themen. Für den Eisen- und Stahlbereich, aber auch darüber hinausgehend, erarbeitete er sich den Status eines Kartellexperten.
Von 1914 bis 1920 leitete Reichert die Zentralstelle für Ausfuhrbewilligungen für Eisen- und Stahlerzeugnisse. Während des Ersten Weltkrieges tat er sich insbesondere durch seine Unterstützung der Annexion der französischen Erzgruben in Longwy und Briey hervor, die er als für die deutsche Eisen- und Stahlindustrie unbedingt erforderlich erklärte.
Nach dem Krieg amtierte Reichert von 1920 bis 1924 als Reichsbevollmächtigter der Außenhandelsstelle für Eisen- und Stahlerzeugnisse in Berlin.
Politisch engagierte Reichert sich in der Deutschnationalen Volkspartei (DNVP). Von 1920 bis 1930 (erste, zweite, dritte und vierte Legislaturperiode) saß er für diese als Abgeordneter für den Wahlkreis 31 (Dresden-Bautzen) im Reichstag.   Im Reichstag befasste er sich vor allem mit Währungs- und Zollfragen, dem Reparationsproblem sowie mit Handels- und Wirtschaftsfragen. 1930 verließ Reichert die Partei aus Ablehnung des Kurses der Parteiführung um Alfred Hugenberg und schloss sich als Mitbegründer der Volkskonservativen Vereinigung an. Im selben Jahr wurde er Mitglied des Vorläufigen Reichswirtschaftsrates.
Von 1935 bis 1945 war Reichert Hauptgeschäftsführer der Wirtschaftsgruppe Eisen schaffender Industrie (vormals Verein Deutscher Eisen- und Stahlindustrieller) in Berlin.  Sein Einfluss sank in dieser Zeit; er wurde nicht in die im Mai 1942 gegründete „Reichsvereinigung Eisen“ (RVE) übernommen, wohl auch deshalb, weil er nicht Mitglied der NSDAP war. RVE-Vorsitzender wurde Hermann Röchling.
Als Fachpublizist war Reichert weiterhin gefragt.
Vom 26. August 1946 bis 4. Oktober 1947 war Reichert in Nürnberg in Zeugenhaft beim Flick-Prozess und beim Krupp-Prozess.
Im Januar 1948 beging er Suizid.

## Schriften
- Das Sparwesen in der Stadt Mannheim. Heidelberg, Univ., Diss., Leipzig 1912.
- Theodor Keetman, sein Leben und sein Wirken. s. l. Dortmund 1912.
- An der Grenze. Greiffenberg 1916.
- Der Soldat in dem Krieg von morgen. Greiffenberg 1917.
- Was sind uns die Erzbecken von Briey und Longwy? Berlin 1918 (24 S.).
- Aus Deutschlands Waffenschmiede. Berlin 1918.
- Erz und Eisen in Deutschlands Zukunft. Berlin 1918 (26 S.).
- Wirtschaftspolitische Industrieverbände. Berlin 1919.
- Entstehung, Bedeutung und Ziel der „Arbeitsgemeinschaft“. Berlin 1919.
- Die Arbeitsgemeinschaft der industriellen und gewerblichen Arbeitgeber und Arbeitnehmer Deutschlands, ein Faktor unserer Wirtschaftspolitik . 1919.[8]
- Rettung aus der Valutanot. 1919.
- Reichstag und Reichswirtschaftsrat. Berlin 1921
- Immer noch Sozialisierung? Berlin 1921.
- Rathenaus Reparationspolitik. Berlin 1922.
- Der Kampf um das Reparationsgutachten. Berlin 1924.
- Wirtschaftspolitik und Reichstagswahl. Berlin 1924.
- Zur deutschnationalen Wirtschaftspolitik. Berlin 1924.
- Von Wilson bis Dawes. Berlin 1925.
- Die neuen Handelsverträge. Berlin 1925.
- Die deutschnationale Zoll- und Handelspolitik. Berlin 1926.
- Eisen und Stahl in der Weltwirtschaft. Leipzig 1926.
- Der Welthandel in Eisen und Stahl s. l. Berlin 1927.
- Die Lebensbedingungen der deutschen Eisen- und Stahlindustrie. s. l. Berlin 1927.
- Die internationale Wirtschaftslage. Berlin 1928.
- Gesichtspunkte zur Revision der Reparationspolitik. Berlin 1928.
- Die Deutschnationalen zur Reparations- und Währungspolitik. Berlin 1928.
- Die Lage der deutschen Eisenindustrie im Rahmen des internationalen Wettbewerbs. s. a. Berlin 1928.
- Kartelle als Produktionsförderer. Berlin s. a. 1929.
- Der neue Tributplan. Berlin 1930.
- Ist Hugenbergs Plan der Abwälzung der Tributlasten auf das Ausland durchführbar? Essen 1930.
- Youngplanrevision auf dem Wege über eine Änderung der Handelspolitik? s. l. [Essen] 1930.
- Young-Plan, Finanzen und Wirtschaft. Berlin 1930.
- Der Einfluss des Deutschen Zollvereins 1834 bis 1918 auf die deutsche Eisenwirtschaft. Düsseldorf 1931.
- Standorts- und Verkehrsfragen der westeuropäischen Eisenindustrien. Münster 1935.
- Die Kartellgesetze der Welt. 1935.
- Nationale und internationale Kartelle. Berlin 1936.
- Die Weltstellung der deutschen Stahlindustrie. Berlin s. a. 1939.
- Stärke und Schwäche der englischen Stahlindustrie im Kriege. Düsseldorf 1940.
- Die Kriegsorganisation der Eisenindustrie.
- Helfferichs Reichstagsreden 1922 bis 1924.
- Der Reichstag und das preussische Abgeordnetenhaus über die Arbeiterverhältnisse in der Grosseisenindustrie.